# Estadio de Rugby Hage Geingob
El Estadio de Rugby Hage Geingob (en inglés: Hage Geingob Rugby Stadium) es un estadio de fútbol y de rugby en la africana ciudad de Windhoek, capital de Namibia. Lleva ese nombre en honor de Hage Geingob, un político exvicepresidente de ese país.
Este estadio fue ofrecido en la serie de videojuegos del rugby union con el nombre de "Windhoek". Es usado por la selección de rugby y el equipo Welwitschias.